# Sheema
Le district de Sheema est un district du sud-ouest de l'Ouganda. Sa capitale est Kibingo (en).

## Histoire
Ce district a été créé en 2010 par séparation de celui de Bushenyi.